# Unterberg-Eisenstadt

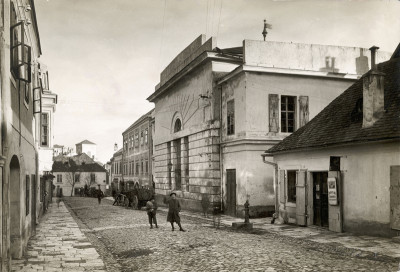
Synagoge in Unterberg-Eisenstadt

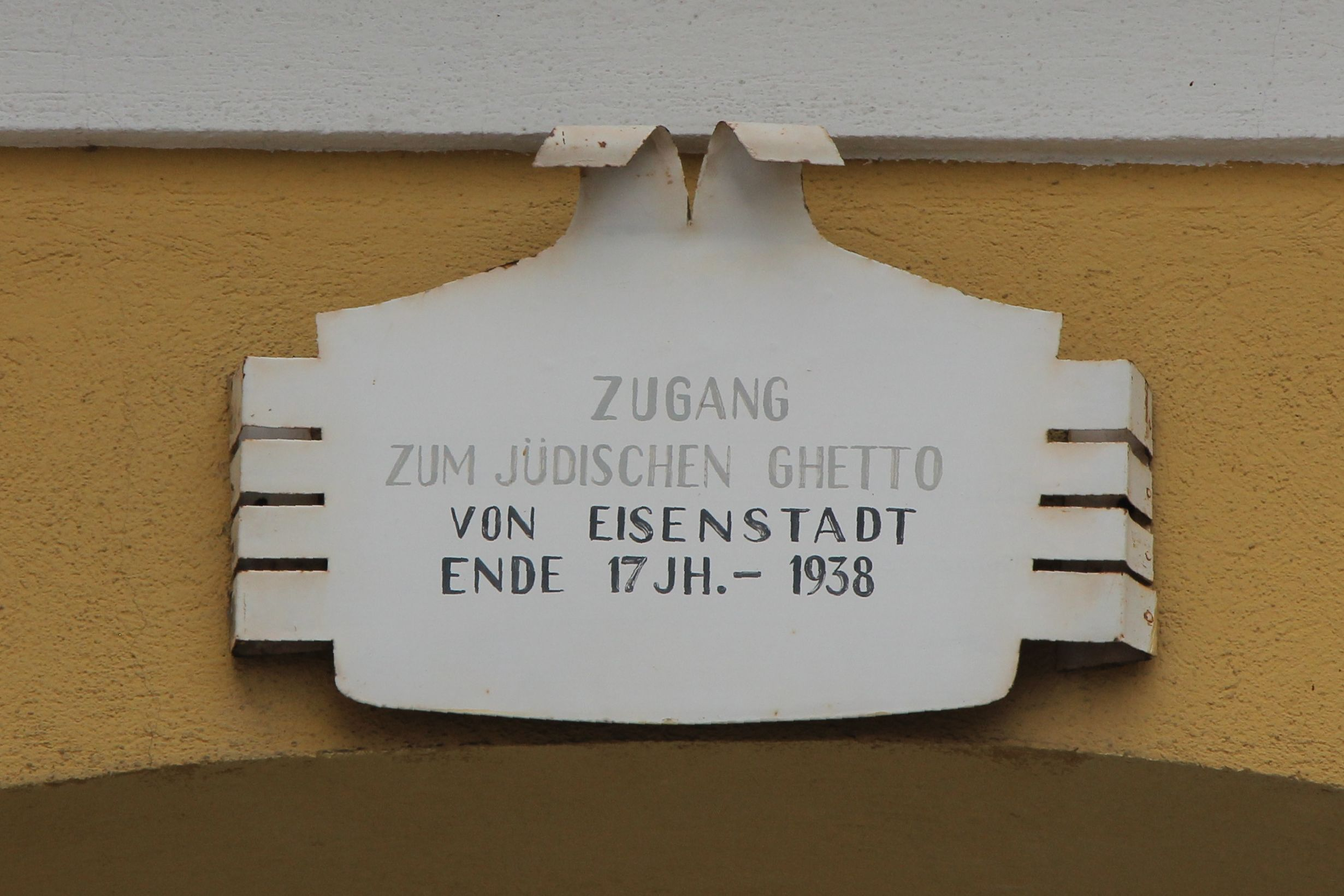
Plakette an der Einfahrt zur ehemaligen Gemeinde

Unterberg-Eisenstadt bildete von 1732 bis 1938 eine selbstständige Gemeinde, die das ehemalige jüdische Viertel der heutigen Gemeinde Eisenstadt, der Landeshauptstadt des Bundeslandes Burgenland in Österreich, umfasste.

## Geschichte

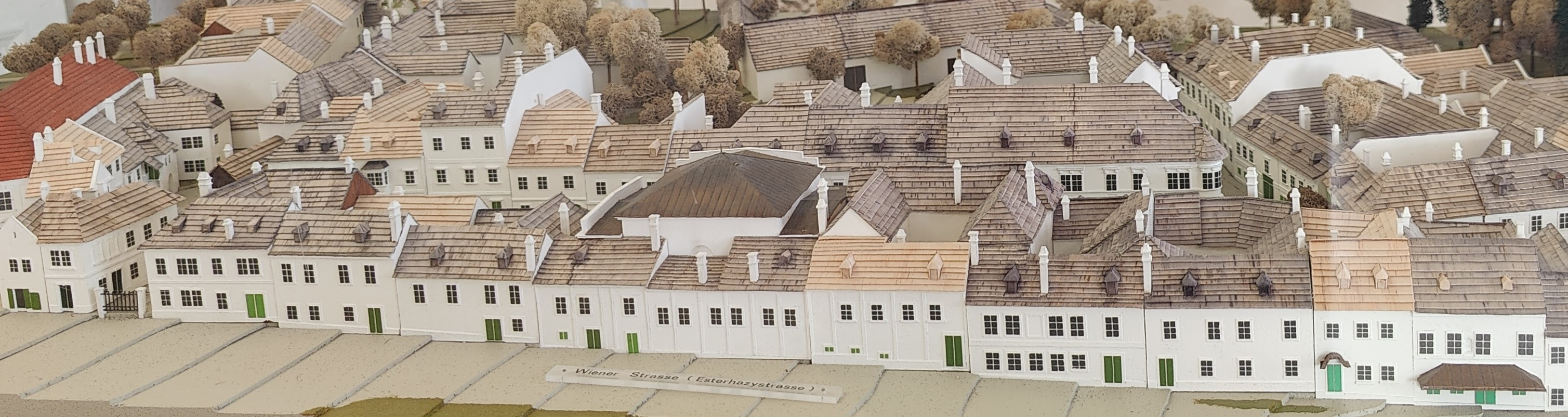
Modell der Gemeinde

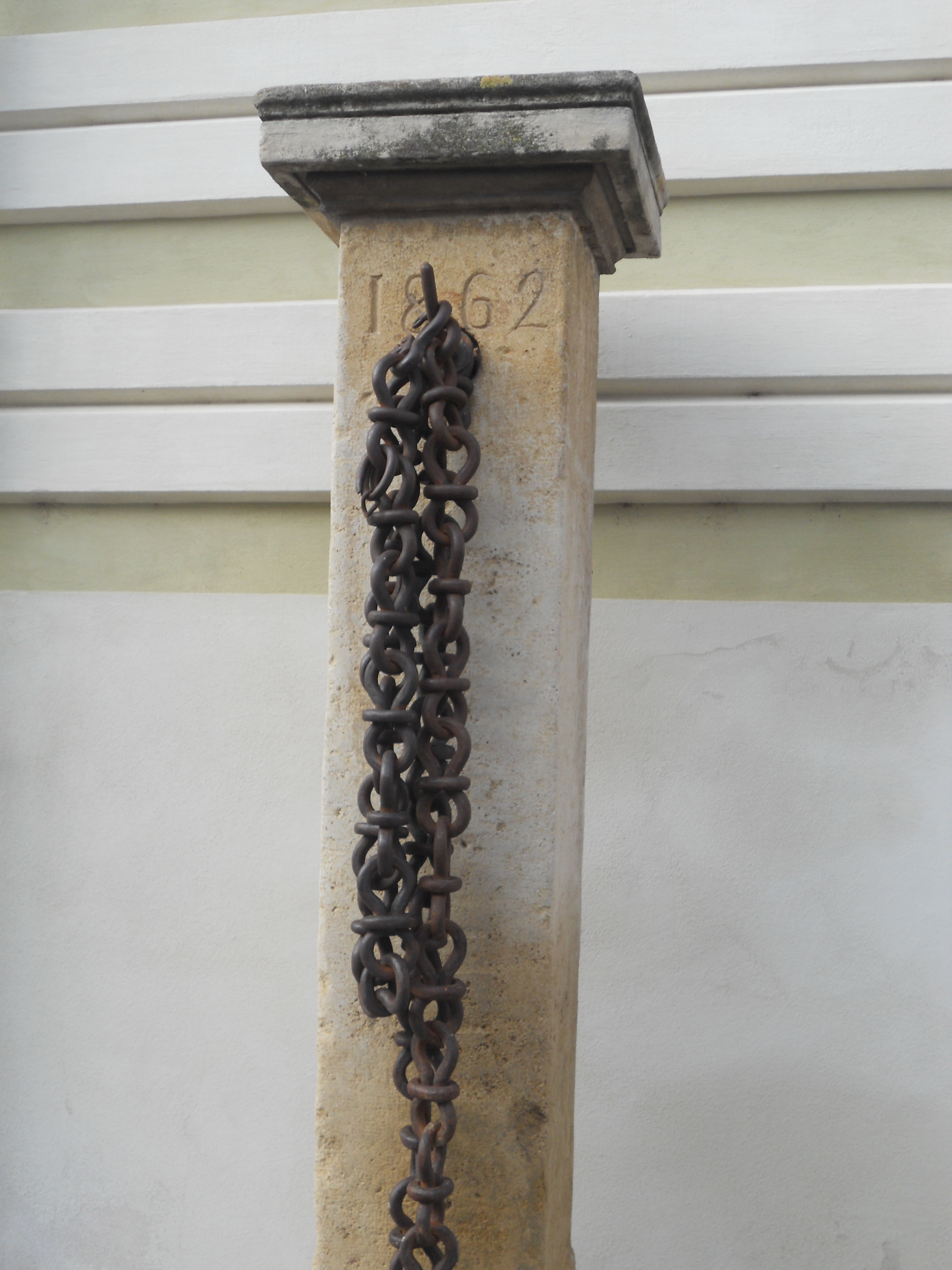
Ghettopfeiler mit Jahreszahl 1862

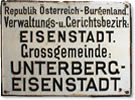
Grossgemeinde Unterberg-Eisenstadt

Nach der Vertreibung der jüdischen Bevölkerung aus Wien 1670/71 unter Leopold I. gelangten einige der Vertriebenen über Mähren nach Westungarn. Hier erhielten sie unter anderem in Eisenstadt Schutz von Paul I. Esterházy de Galantha. Für 1690 ist belegt, dass den Juden in Eisenstadt die Religionsausübung gestattet war und dass sie gerichtliche Autonomie in innerjüdischen Rechtsfällen hatten.
1732 wurde das jüdische Viertel Eisenstadt zur selbständigen Gemeinde Unterberg-Eisenstadt. Der jeweilige Richter wurde vom Grundherrn bestätigt und erhielt von ihm als Zeichen seiner Würde den Richterstab. Im Jahr 1843 zählte die Gemeinde Unterberg-Eisenstadt mit 876 Juden den höchsten Stand an Einwohnern. 1846 wurden die Schutzgebühren (Toleranztaxe) aufgehoben. Nach dem Ende des Abhängigkeitsverhältnisses vom Hause Esterházy im Jahr 1848 wurden die Juden freie, gleichberechtigte Staatsbürger. Da sie sich nun auch in anderen Städten niederlassen durften, wanderten viele nach und nach aus Eisenstadt ab. Unter dem ungarischen Gemeindegesetz von 1871 gründeten die Eisenstädter Juden die Großgemeinde Unterberg-Eisenstadt und hatten ihren eigenen Richter (Bürgermeister) und Notar (Amtmann). 
1921 kam Eisenstadt zu Österreich. Unterberg-Eisenstadt war nun die einzige jüdisch-verwaltete politische Gemeinde Österreichs. Nach dem Anschluss an das Deutsche Reich wurden die damals knapp 450 Eisenstädter Juden ab April 1938 ausgewiesen und vertrieben; das Burgenland galt ab November 1938 als „judenrein“. Die Eisenstädter Synagoge wurde zerstört. Im Juli 1938 wurde die politische Gemeinde Unterberg-Eisenstadt aufgelöst und mit der Stadtgemeinde Eisenstadt vereinigt; Unterberg-Eisenstadt bildet seither eine Katastralgemeinde von Eisenstadt. 

## Ghettopfeiler
Die Säule mit der Kette, mit der die Juden am Schabbat Unterberg-Eisenstadt absperrten, war ein sichtbares Zeichen der politischen Autonomie.

## Jüdisches Museum
1972 wurde das Österreichische Jüdische Museum im Wertheimerhaus in Eisenstadt-Unterberg gegründet.